# Mammillaria crinita subsp. painteri
Mammillaria crinita subsp. painteri es una especie de planta de la familia Cactaceae. Es endémico de Querétaro en México. Su hábitat natural son los áridos desiertos.

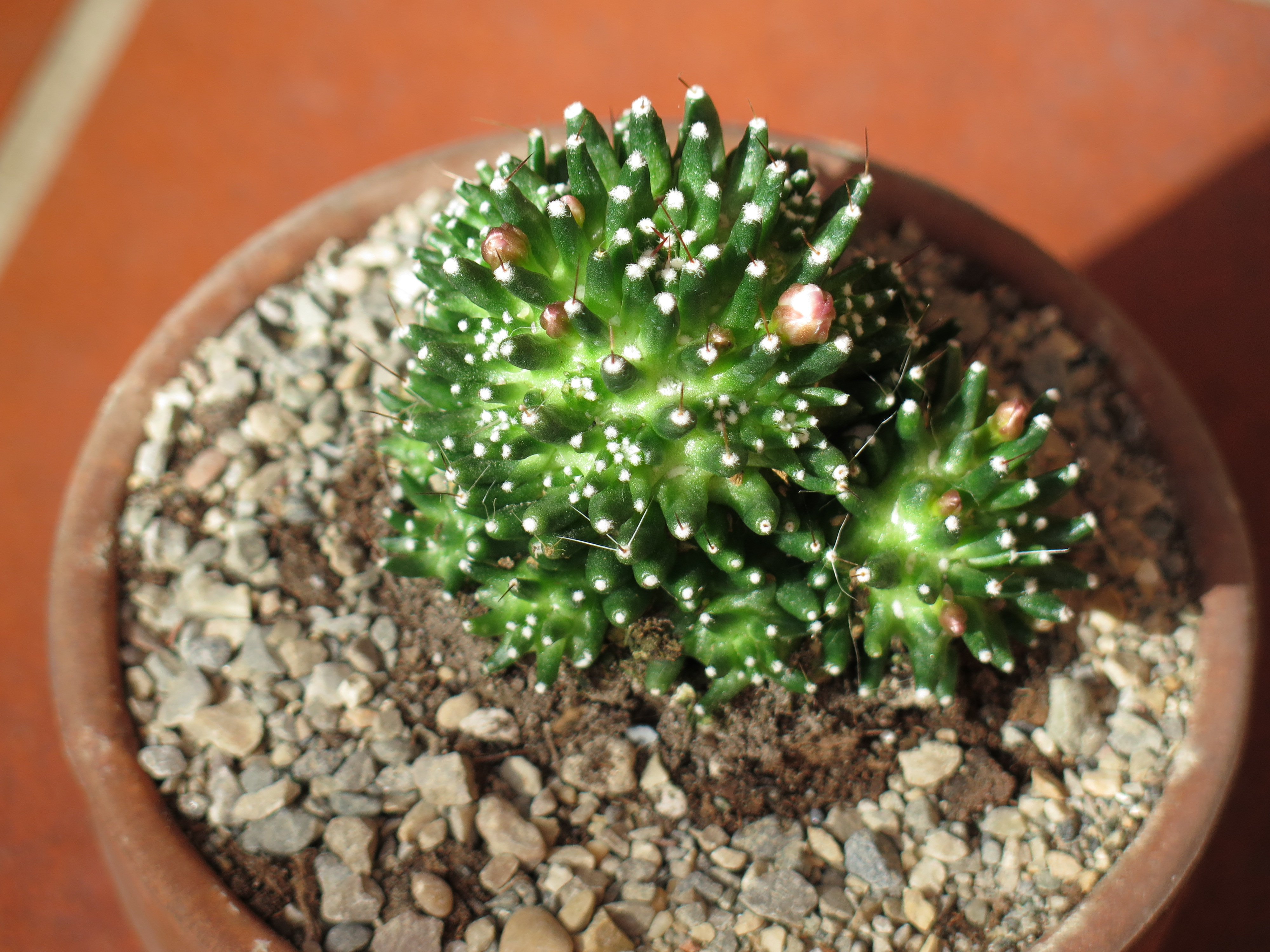
Mammillaria painteri

Es una planta perenne carnosa y globosa con las hojas transformadas en espinas, de color verde y con las flores de color  blanco y rosa. 

## Taxonomía
Mammillaria crinita subsp. painteri fue descrita por Rose ex U.Guzmán y publicado en Catálogo de Cactáceas Mexicanas 2003.
Etimología
Mammillaria: nombre genérico que fue descrita por vez primera por Carolus Linnaeus como Cactus mammillaris en 1753, nombre derivado del latín mammilla = tubérculo, en alusión a los tubérculos que son una de las características del género.
crinita: epíteto latíno que significa "peluda, con largos pelos"
Sinonimia
- Mammillaria painteri Rose
- Mammillaria pygmaea (Britton & Rose) A.Berger
- Neomammillaria painteri (Rose) Britton & Rose
- Neomammillaria pygmaea Britton & Rose